# Koto
A koto (japánul: 箏) hagyományos japán húros, pengetős hangszer. A koto a kínai kucseng (pinjin: guzheng) japán megfelelője, hasonlít a mongol yatgára, a koreai kajagumra és a vietnámi đàn tranhra. A koto a citerák családjába tartozik, tizenhárom húrja van, mindegyik egy-egy mozgatható húrlábbal van két részre osztva. Teste hosszúkás, lapos, enyhén ívelt tégla alakú, általában kiri, azaz császárfából készítik. A jobb kéz hüvelyk-, mutató- és középső ujjára gyűszűszerűen felhúzható pengetőkkel szólaltatják meg. Régen a húrjait selyemből fonták, manapság legtöbbször nejlonból készülnek. Akárcsak 11. századi átvételekor Kínából, ma is a hölgyek kedvenc hangszere, kezelni tudása bizonyos körökben a kötelező menyasszonyi ismeretek közé tartozik.

## Elnevezése
Eredetileg, a japán Nara- és Heian-korban a koto kifejezés sokféle húros hangszerre vonatkozott, hasonlóan az indiai vína kifejezéshez. Például a szó-no-koto sokhúros hosszú citerafélét jelölt, a kin-no-koto a kínai csin (pinjin: qín) japán rokonát, a biva-no-koto egy lantfélét, a kudara-goto hárfát stb. Később a koto név már csak a szó-no-kotót jelölte, a többi hangszernév pedig elveszítette a no-koto toldalékot, pl. a kin-no-koto egyszerűen kin, a biva-no-koto biva lett.
A koto hangszer nevének írására a 箏 jel szolgál, de emellett a 琴 írásjegyet is alkalmazzák. Az utóbbi írásjegy gyakran utal egy másik hangszerre, a csinre is. A 箏 jel  bizonyos szövegkörnyezetekben szónak is olvasható. Mindenesetre a 箏 karakter gyakran címekben szerepel, míg a 琴 jelet a kotók számának jelölésekor használják.

## Leírása
A koto a hangszerek Sachs–Hornbostel-féle osztályozásában az egyszerű kordofon hangszerek, azaz a citerák családjába tartozik. A citerák egy húrhordozó testből és annak végpontjai között kifeszített húrokból állnak.

### Test

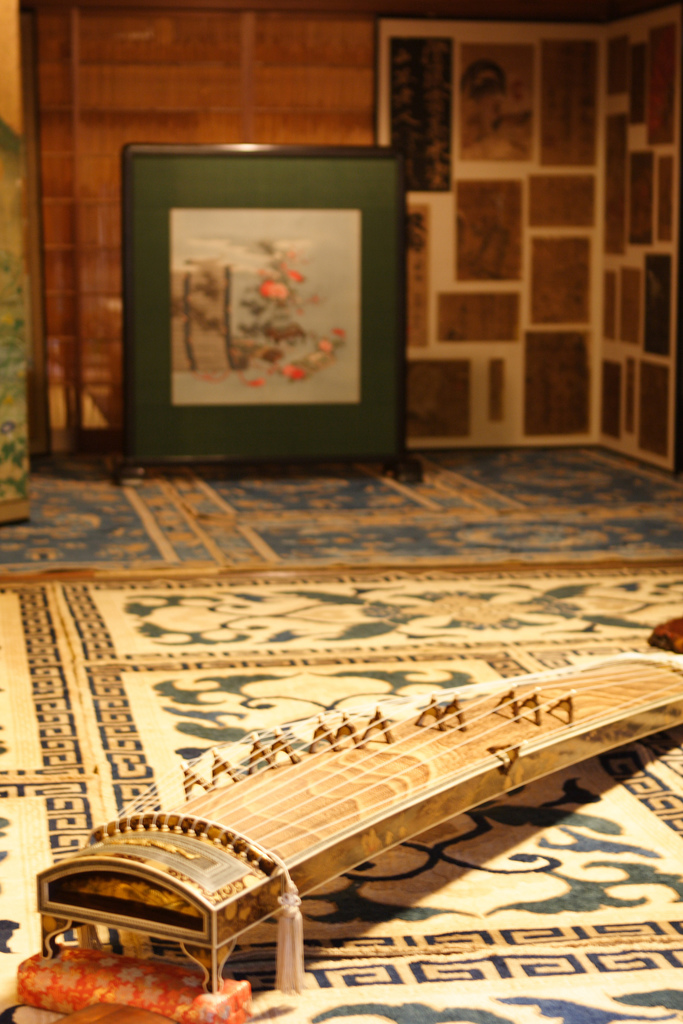
Koto félprofilban, jól megfigyelhető kétszeresen ívelt testformája

A koto teste hosszúkás téglalap formájú, hosszirányban enyhén, keresztirányban a tetején erősebben ívelt. Hossza 180–190 cm, szélessége 24 cm, vastagsága a szélein 4, középen 7 cm körüli. Két fő darabból állítják össze: egy vastagabb, vályúszerűen üregesre faragott darab alkotja a hangszer tetejét és oldalait, egy vékonyabb, ráragasztott lap pedig a hátát. A hátlap két végén egy-egy hanglyuk (marukucsi) található, melyek akusztikai szerepük mellett a hangszertest belsejéhez való hozzáférésre, a húrok rögzítésének megkönnyítésére is szolgálnak. A lyukak formája típusonként változó.
A koto teste hagyományosan kiri- azaz császárfából (Paulownia tomentosa) készül, amely egy nagyon könnyű, lágy, könnyen megmunkálható faanyag. A hangszer tetőlapján látható jellemző mintázat annak függvénye, hogy azt a fa milyen metszetéből alakítják ki: sugárirányú metszet esetén a tetőlap párhuzamos csíkozású lesz, a húrirányú metszet adja a dekoratívabb, rajzosabb felületet. A hangzás szempontjából a kétféle megoldást egyenértékűnek tekintik. A tetőlap belső felületébe sajátos barázdákat faragnak, amelyek az egyszerűbb hangszereknél párhuzamos egyenes csíkok, a drágábbaknál cikcakk-formájúak.

### Húrok
A koto tizenhárom egyenlő hosszúságú és feszességű, azonos anyagú és keresztmetszetű húrral van felszerelve. A húrok a hangszertest két végén található rögzített húrlábak között feszülnek, mindegyiket egy-egy mozgatható húrláb osztja két szakaszra. A hangolás – az adott húrfeszesség és keresztmetszet mellett a rezgő húrhosszúság beállítása – ezeknek a húrlábaknak az elmozdításával történik. A húrok anyaga hagyományosan selyemfonat, újabban nejlon vagy tetron. A selyemhúrok sárgás színűek, hangjukat többre becsülik mint a műanyaghúrokét, ugyanakkor az utóbbiak olcsóbbak és tartósabbak. A húrok egymástól való távolsága 2 cm körüli.

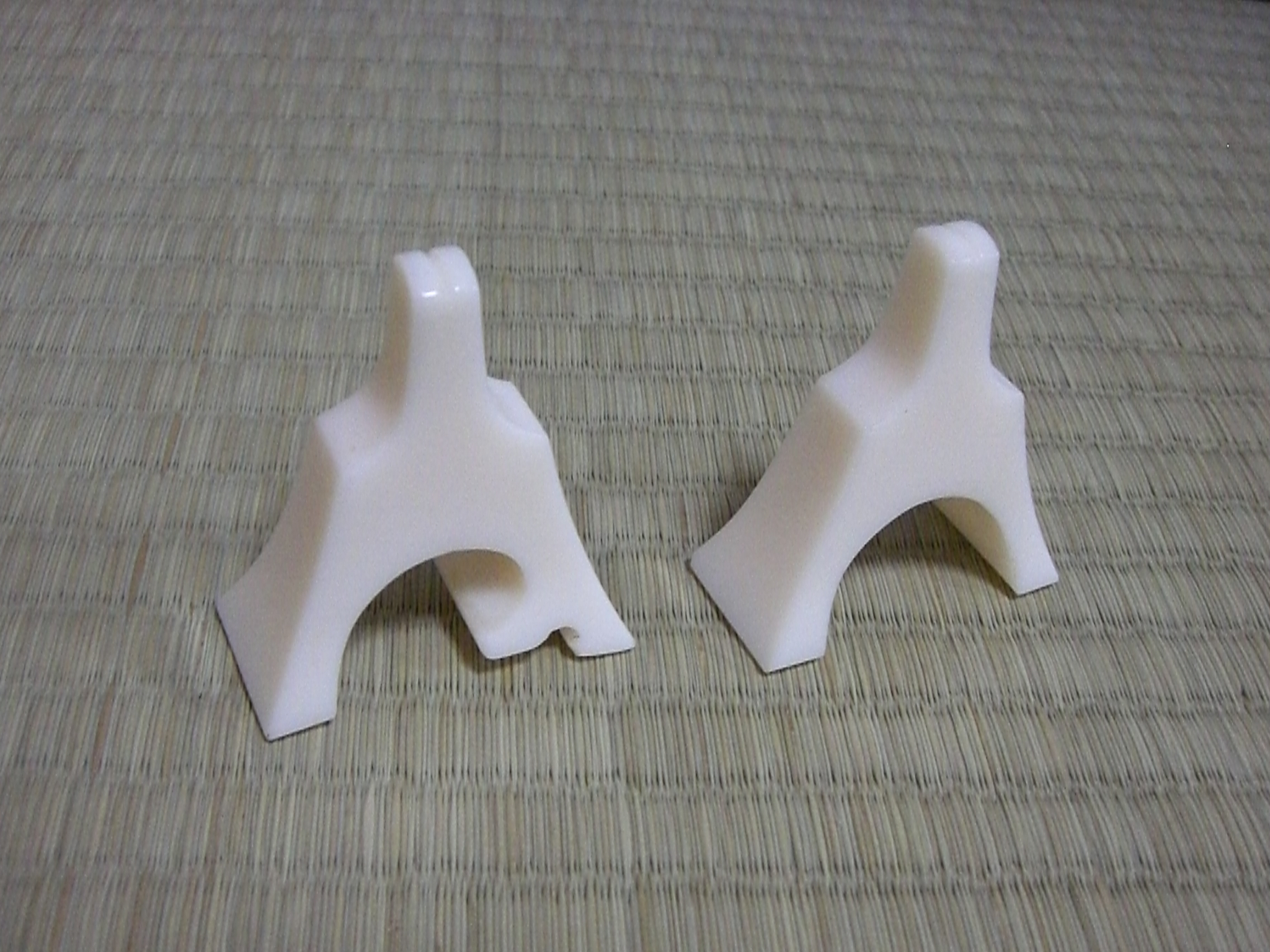
A koto mozgatható húrlábai (dzsi)

A rögzített húrlábak közül a bal oldali (unkaku) a hangszertest bal szélétől kb. 20 cm-re, a jobb oldali (rjúkaku) a jobb szélétől kb. 10 cm-re helyezkedik el a hangszer hossztengelyére merőlegesen. Anyaguk hagyományosan cseresznyefa, gyakran elefántcsonttal díszítettek, ritkábban teljes egészükben elefántcsontból készülnek. A húrokkal érintkező felületüket elefántcsontból, agancsból vagy fémből készült csík (itomakura) védi a kopástól.
A mozgatható húrlábak (dzsi) feladata nem csak az, hogy kijelöljék egy-egy húr rezgésbe hozható hosszúságát, hanem az is, hogy ezeket a rezgéseket a hangszertetőnek átadják, hogy azok hang formájában a térbe sugárzódjanak. Szélességük, magasságuk 5 cm körüli. Anyaguk elefántcsont, fa vagy újabban néha műanyag.

## Típusai
A koto típusait négy csoportba lehet sorolni:
- Gakuszó: a gagakuban, a császári udvari zenében használt koto.
- Cukuszó: a cukusi-rjú iskola hangszere, eredetileg buddhista szerzeteseknek, konfuciánus tudósoknak, nemesembereknek tanították, a vakok és a nők számára tiltott volt.
- Zokuszó: a közemberek, a hétköznapi muzsikálás hangszere.
- Sinszó: a koto 20. századi új típusainak csoportja, melynek zömét Mijagi Micsio fejlesztette ki. Ide tartozik például a 17 húros basszuskoto, vagy a tanszó, egy kisebb méretű modernizált koto, amely lábakra van helyezve, és a zenész széken ülve játszik rajta.

A gakuszó és a cukuszó csak apró részletekben különbözik egymástól, és a zokuszó is közeli rokonságban áll velük. A zokuszó két legfontosabb változata az Ikuta koto és a Jamada koto. Kettejük közül napjainkban a Jamada koto élvez egyre nagyobb népszerűséget.

## Használata

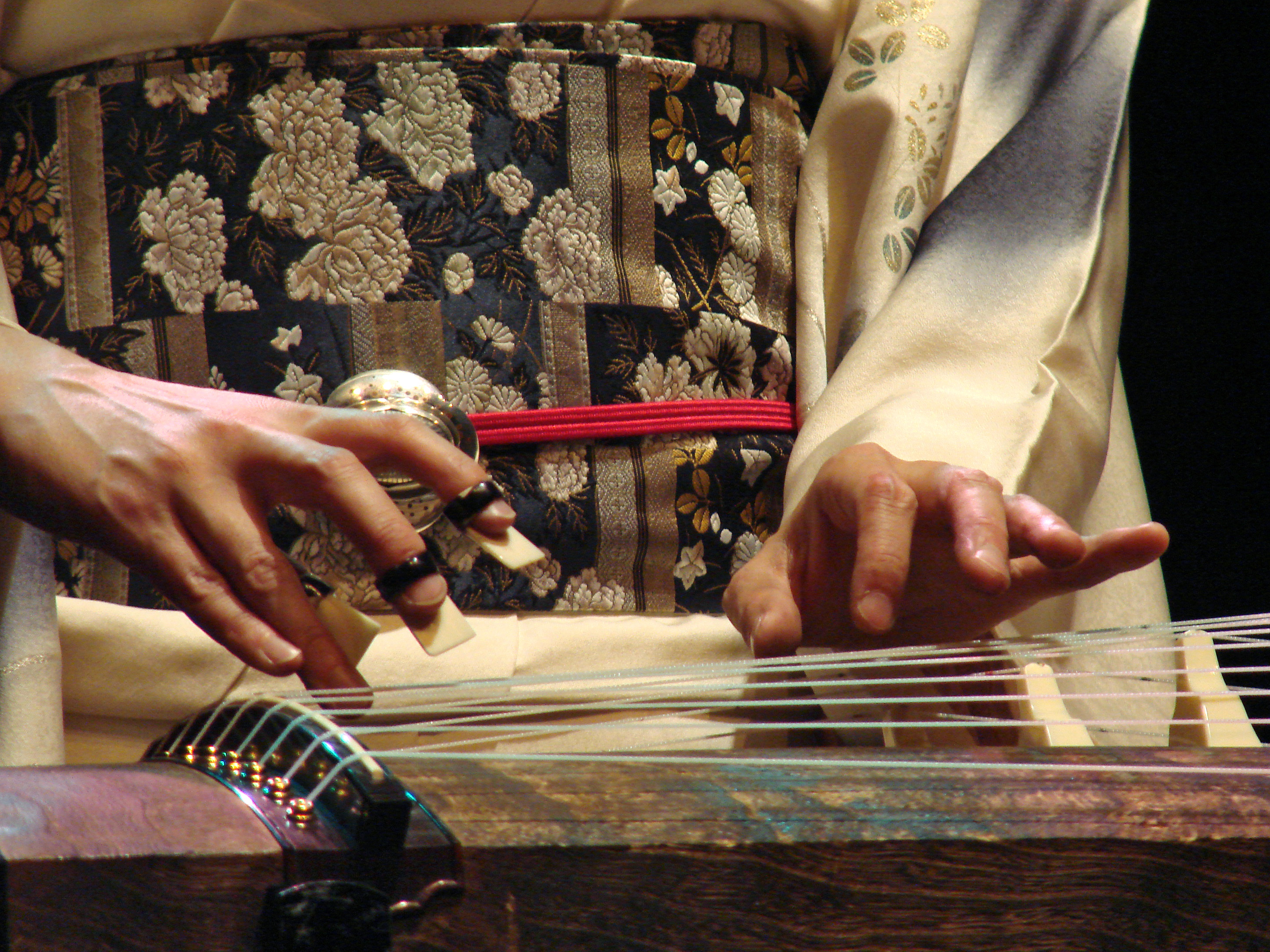
A koto megszólaltatása

Játék közben hagyományosan a koto vízszintesen a talajra van fektetve, a zenész felőli jobb oldalát kis lábak emelik magasabbra. A zenész a hangszer jobb oldalánál törökülésben (agura) vagy a sarkain ülve (szeiza) foglal helyet, jobb kezével pengeti a húroknak a mozgatható húrlábaktól jobbra eső szakaszát. A bal kéz a megszólaló hangokat módosíthatja úgy, hogy a húrok bal oldali, nem rezgő szakaszát lenyomva, megfeszítve a hangmagasságot megemeli. Néha a bal kéz is részt vesz a pengetésben. A zenészhez közelebbi húrok a magas hangok, a távolabbiak a mélyek.
A kotót szokás állványra is helyezni, ilyen esetben a zenész széken ülve játszik.
A kotót a jobb kéz hüvelyk-, mutató- és középső ujjára rögzített pengetőkkel (cume) szólaltatják meg. Minden pengetőnek két része van: a „fej” (atama), ami a húrokat megpendíti, illetve az „öv” (obi) ami a pengetőt a zenész ujjbegyéhez rögzíti. Az atama bambuszból, csontból, elefántcsontból, az obi bőrből, textíliából vagy papírból készül. A pengető mérete és formája iskolánként változik: lehet vékony, hosszúkás, lehet szögletes vagy ovális formájú.

## Története
A koto őse a kínai kucseng, amely először a 7-8. században került Kínából Japánba. A kínaiaktól való átvételekor, a korai Nara-korban (710–784) tizenkét húrja volt, amely később tizenháromra egészült ki. A kucsengnek szerte Ázsiában vannak rokonai, ilyenek a japán koto mellett a koreai kajagum és a vietnámi đàn tranh is.

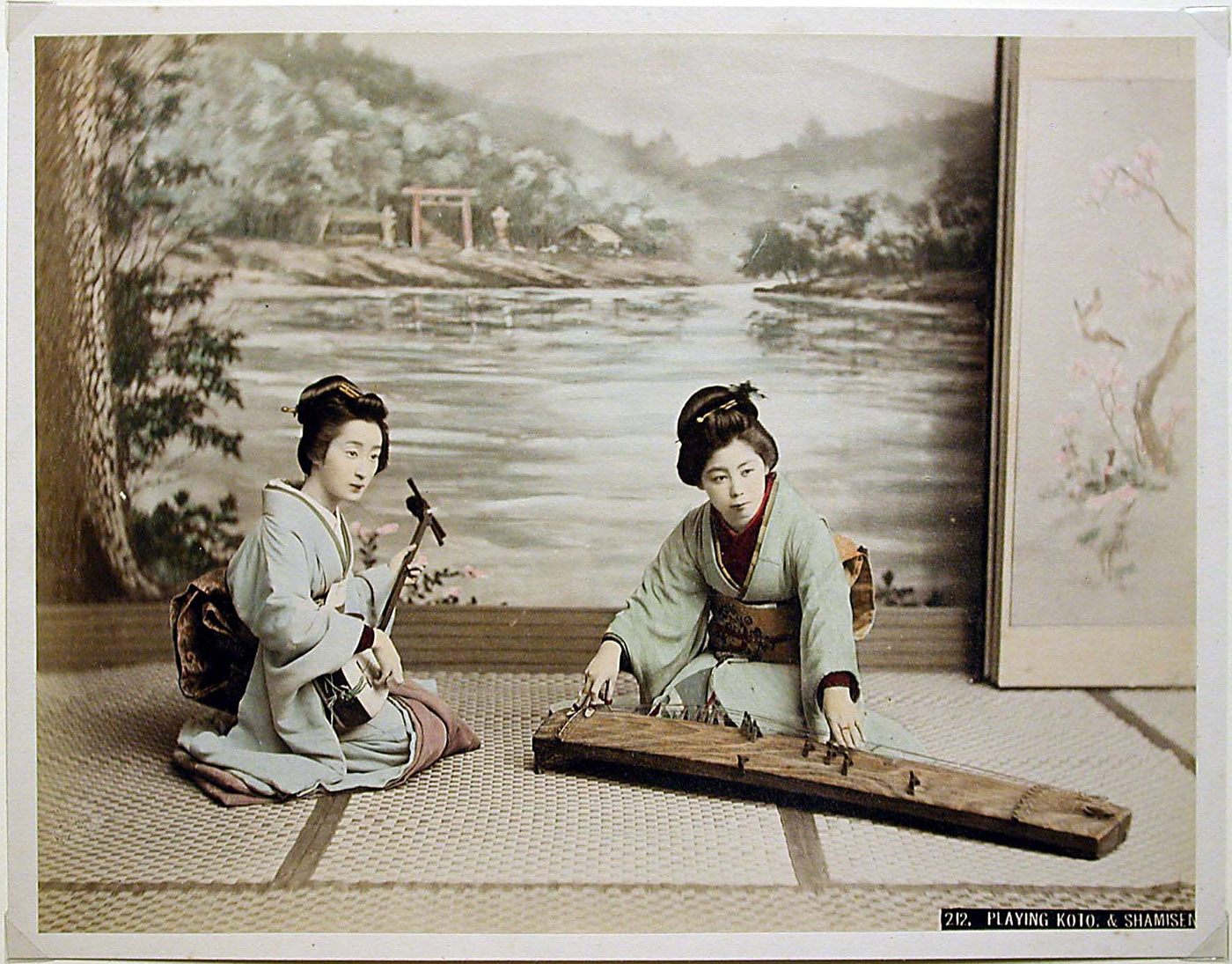
Kotón és samiszenen játszó gésák

A modern koto a japán udvari zenében használt gakuszóból jött létre. Története a 16. századig követhető vissza. Ebben az időben egy buddhista pap, Kendzsun (1547–1636), aki észak-Kjúsún élt, darabokat kezdett komponálni kotóra az általa „cukusi goto”-nak nevezett stílusban.
Fontos szerepet játszott a hangszer fejlődésében Kengjo Jacuhasi (1614-1685). Jacuhasi egy tehetséges vak zenész volt Kiotóban, teljesen új stílust teremtett, amit kumi utának nevezett el. Megváltoztatta a cukusi goto hangolását, ami eredetileg a gagaku hangolási módján alapult. Ezzel a változtatással egy új stílusú koto született; Kengjó Yacuhasit a modern koto atyjának tekintik.
A Meidzsi-kor (1868-1912) elején jelent meg a nyugati zene Japánban. Mijagi Micsio (1894-1956) egy vak zeneszerző, újító és előadó volt; őt tekintik az első japán zeneszerzőnek, aki műveiben a nyugati zenét a hagyományos kotozenével kombinálta. Mijagi nagy mértékben hozzájárult ahhoz, hogy a koto életben maradt, miközben a japán hagyományos művészetek feledésbe merültek és kicserélődtek a nyugatiasodás során. Több mint 300 darabot írt haláláig, amit egy vonatbaleset okozott 62 éves korában. Ő találta fel a népszerű tizenhét húros basszuskotót, új játéktechnikákat vezetett be, hagyományos formákat fejlesztett tovább, és ami a legfontosabb: népszerűsítette a kotót. Külföldön is szerepelt, kotóra és sakuhacsira írott darabjából, melynek címe A tavasz nyugodt tengere (春の海; Haru no Umi) 1928-tól számos más hangszerre is készült átírat. Ezt a darabot minden Újévkor előadják Japánban.
Mijagi kora óta számos más zeneszerző, köztük Szavai Tadao (1937-1997) írt és adott elő kotodarabokat, melyek folytatták a hangszer korszerűsítését. Gyerekként Mijagi kedvelt tanítványa volt Szavai özvegye, Szavai Kazue, aki a legnagyobb hajtóereje volt a koto modernizációjának és nemzetközivé tételének. A John Cage zeneszerző által Három tánc címmel komponált zongoraduettből átiratot készített négy preparált basszuskotóra. A darab a kotozene modern korszakának mérföldköve lett.

## Hangzó anyag
- A tavasz nyugodt tengere
- Szakura

## Fordítás
Ez a szócikk részben vagy egészben  a   Koto (instrument) című angol Wikipédia-szócikk fordításán alapul.  Az eredeti cikk szerkesztőit annak laptörténete sorolja fel. Ez a jelzés csupán a megfogalmazás eredetét és a szerzői jogokat jelzi, nem szolgál a cikkben szereplő információk forrásmegjelöléseként.